# Serguéi Kótov
Serguéi Nicoláyevich Kótov (en ruso: Сергей Николаевич Котов; Michúrinsk, 1 de octubre de 1912 - 16 de octubre de 1999) fue un marino soviético y Héroe de la Unión Soviética (1944). Alcanzó el rango de contralmirante el 25 de mayo de 1959.

## Biografía
Serguéi Nicoláyevich Kótov nació el 18 de septiembrejul./ 1 de octubre de 1912greg. en la ciudad de Kozlov, Gobernación de Tambov (actual Michúrinsk, óblast de Tambov).